# Fisher VBS–7000
Fisher VBS–7000 Betamax rendszerű asztali kivitelezésű videómagnó 1981 körül volt kapható kereskedelmi forgalomban. A kazettafészken ugyan Betacord felirat található, ez a Sanyo cég saját elnevezése volt, amit a Betamax rendszerre használt. A készülék LCD kijelzője szolgál a négyjegyű szalagszámláló és az óra megjelenítésére. A kazetta betöltése a magnó tetején történik. A pillanat-állj (pause) funkciónál a készülek állókép helyett fekete képet ad.

## Szolgáltatások
- 8 programhely
- pillanat-állj funkció
- programozási lehetőség (timer)

## Tulajdonságok
- Méretei: 522 x 189 x 394 mm
- Horizontális képfelbontás: 270 sor
- Hangfrekvencia-átvitel: 50 Hz...8000 Hz
- Gyorstekercselési idő: kb. 3,5 perc L-500-as kazettával
- Video ki- és bemenet: BNC
- Tömege: 19.2 kg